# Xenimpia lactesignata
Xenimpia lactesignata là một loài bướm đêm trong họ Geometridae.